# شمال
الشَّمال هو أحد الاتجاهات الأربعة، ويقع أعلي خطّ الاستواء، في الجهة المعاكسة لاتجاه الجنوب. أقصى الشمال هو القطب الشمالي. ويوجد شمالان، الأول: شمال مغناطيسي (للبوصلة) أما الثاني فهو الشمال الجغرافي وهو الشمال الحقيقي. المسافة الحقيقية بينهما عند القطب الشمالي هي 1900 كم. يتغير الفرق بينهما نتيجة لتغير في مغناطيسية الأرض حيث يتحرك الشمال المغناطيسى في قوس حول الشمال الحقيقى يغير اتجاهه كل خمسة وعشرون ألف سنة. حاليا كل سنة يزداد الفرق ب 0.8 درجة.

## الفرق بين شمال وشماليّ
رأى لغويون أن اسم الجهة يدلّ على أنه جزء من المكان، فإذا قيل شمال حلب، فالمقصود هو الجزء الشمالي من حلب، وأما إذا قيل شماليّ حلب، فالمقصود هو المنطقة التي تقع في جهة شمال حلب، وليست منها بل خارجة عنها، ورأى لغويون آخرون صحة استعمال شماليّ مكان شمال وأن المعنى يتضح من السياق.